# Cryosophila stauracantha
La palma de escoba,   Cryosophila stauracantha,  es una especie de palmera, familia Arecaceae.

## Distribución y hábitat
Crece en los bosques subtropicales de húmedos a muy húmedos, entre 0 y 900 m s. n. m., en Belice, Guatemala, República Dominicana, Honduras  y en México.

## Descripción
Es una palma reconocible por sus raíces externas en base de tallos, y por sus espinas ramificadas. Hojas plateadas, tallo delgado, largo. Sus palmas las utilizaban los Mayas para la captura de peces. Planta ornamental, también usada para las cubiertas de viviendas rurales y para escobas.

## Taxonomía
Cryosophila stauracantha fue descrita por (Heynh.) R.Evans y publicado en Systematic Botany Monographs 46: 57, f. 4d, 13b. 1995.
Etimología
Cryosophila: nombre genérico que deriva del griego antiguo: cryos = "frío" y philos - "amigo", porque esta palmera ama el frío.
stauracantha: epíteto
Sinonimia
- Chamaerops stauracantha Heynh. (1846).
- Acanthorrhiza stauracantha (Heynh.) H.Wendl. ex Linden (1871).
- Cryosophila argentea Bartlett (1935).
- Acanthorrhiza collinsii O.F.Cook (1941).
- Cryosophila bifurcata Lundell (1945).[1]